# Константинос Тоцьос
Константинос Димитриу Тоцьос (на гръцки: Κωνσταντίνος Δημητρίου Τότσιος) е гръцки военен, генерал-лейтенант, от Македония.

## Биография
Тоцьос е роден в 1892 година в западномакедонското гревенско планинско влашко село Авдела, тогава в Османската империя. Учи във военното училище в Атина.
Тоцьос е повишен в чин лейтенант на 21 май 1916 година. Участва в Първата световна война и в Малоазийската кампания, като артилерийски офицер. Ранен е при битката при Айдън. В 1923 година е награден със златен медал на честта. Участва и във Втората световна война. Носител е на множество военни отличия.
Умира на 3 юли 1951 година в Атина.